# Edwin J. Houston

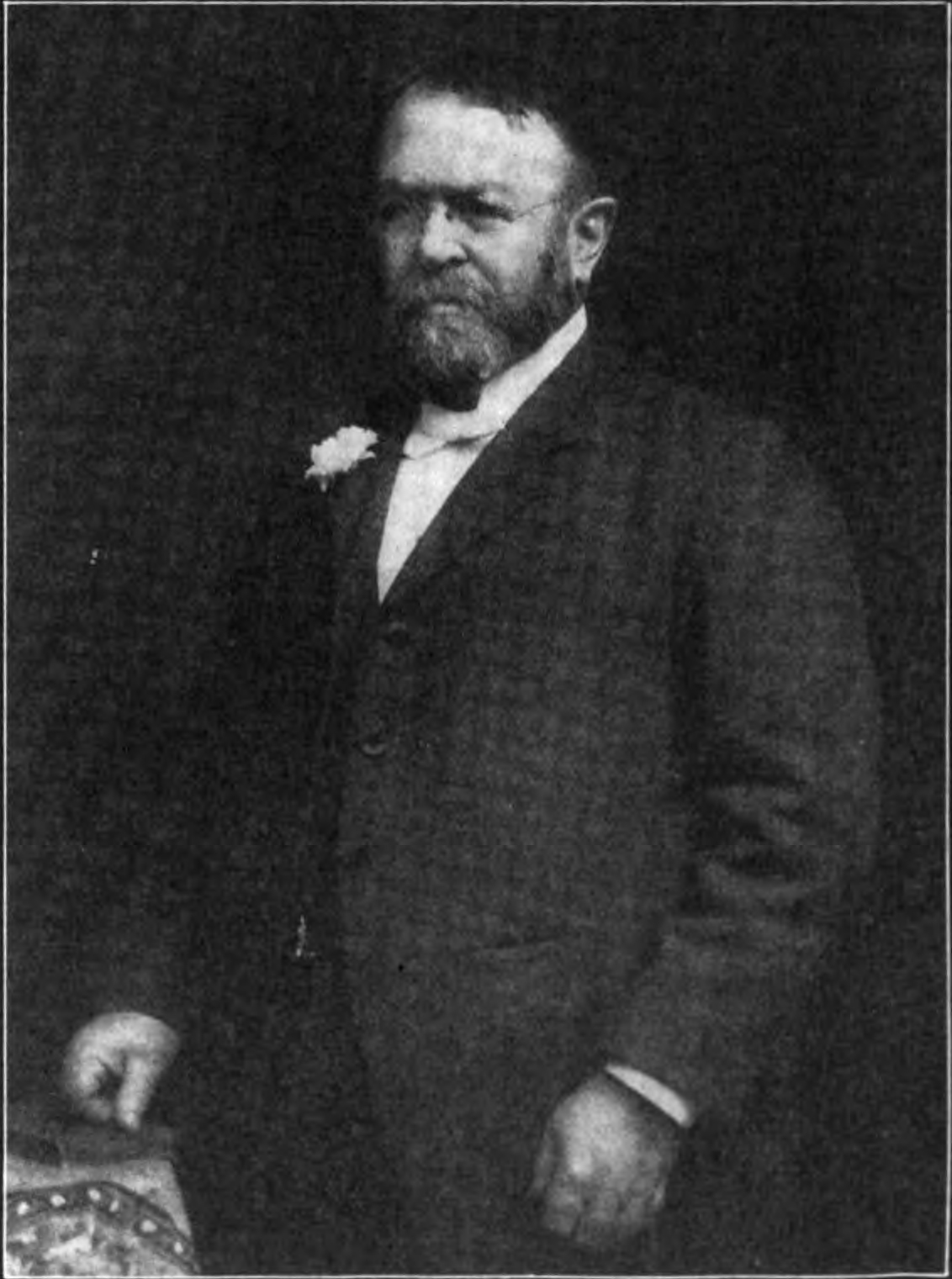
Edwin James Houston (1847–1914)

Edwin James Houston (* 9. Juli 1847 in Alexandria (Virginia); † 1. März 1914) war ein US-amerikanischer Elektroingenieur, der zusammen mit Elihu Thomson eine Kohlebogenlampe entwickelte.

## Leben
Nachdem er seinen Bachelor of Art an der Central High School Philadelphia erworben hatte, war er kurz an den Universitäten Berlin und Heidelberg tätig. Um 1867 wurde er von seiner Highschool auf den Lehrstuhl für Physische Geographie und Naturwissenschaften berufen.
Unter seinen Schülern war der acht Jahre jüngere Elihu Thomson, der später Chemiker wurde, sich aber auch für Elektrizität interessierte. Dieser wurde sein Assistent und im Alter von 18 Jahren sein Kollege als Chemieprofessor. Zusammen experimentierten sie mit Elektrizität und erfanden eine Kohlebogenlampe, die sie 1881 patentierten und produzierten.
1882 gründeten sie in New Britain (Connecticut) die American Electric Company, die bald darauf in Thomson-Houston Electric Company umbenannt wurde. Die Firma fusionierte 1892 mit der Edison General Electric Company zu General Electric.
1882 verließ er die Thomson-Houston Company wieder, um zu lehren. 1894 gründete er mit Arthur Kennelly vom Edison Labor eine Beratungsfirma. 1872 wurde er zum Mitglied der American Philosophical Society gewählt.

## Werke
- Notes on Phenomena in Incandescent Lamps. 1884 am IEEE
- The Elements of Physical Geography: For the Use of Schools, Academies, and Colleges. 1892
- Electricity in Every-Day Life. New York: P. F. Collier & Son, 1904
- The Wonder Book of Volcanoes and Earthquakes. Frederick A. Stokes Company (1907, 1908)